# Karl Braunsteiner
Karl Braunsteiner (27 d'octubre de 1891 - 19 d'abril de 1916) fou un futbolista austríac de la dècada de 1910.
Va ser jugador del Wiener Sportclub. Fou membre de la selecció d'Àustria als Jocs Olímpics de 1912.
Participà en la Primera Guerra Mundial, on fou capturat i morí a Taixkent per febre tifoide, essent presoner de guerra.